# Pandèmia de COVID-19 a Luxemburg
La pandèmia per coronavirus de 2019-2020 es va propagar a Luxemburg a partir del mes del 29 de febrer del 2020. El primer cas confirmat de Covid-19 va ser un home de 40 anys que tornava del nord d'Itàlia. Per a contenir la progressió del virus s'hi tancaren les escoles el 16 de març.
En data del 19 d'abril, el ministeri de salut del Gran Ducat anunciava un total de 3.550 casos confirmats, de 73 morts i de 627 persones guarides.

## Cronologia

### Febrer i març

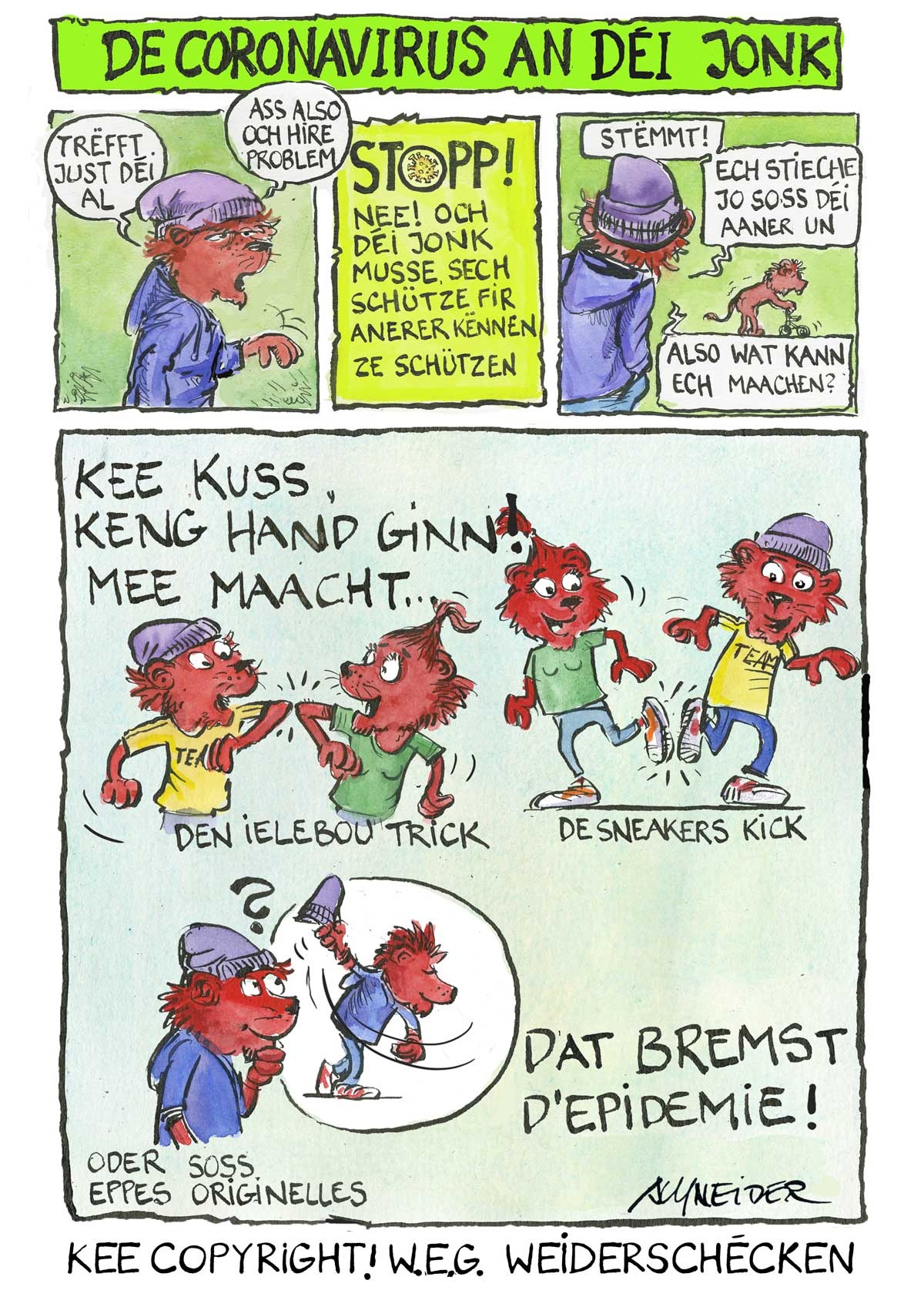
Cartell en luxemburguès amb consignes per a evitar l'expansió del Covid-19

Després del primer cas d'infecció de Covid-19 detectat el 29 de febrer a un home d'uns 40 anys que tornava del nord d'itàlia transitant per l'aeroport de Charleroi a Bèlgica, no va aparèixer cap altre cas fins al 5 de març quan un altre home que havia viatjat a la mateixa àrea contaminada va resultar positiu. Una tercera persona infectada va ser diagnosticada l'endemà, provinent aquesta vegada d'Alsàcia, regió de França que ja presentava una contaminació intensa; l'endemà, el 7 de març, es tenia constància d'un nou cas en una persona que venia d'Itàlia del nord.
La progressió de l'epidèmia romangué relativament moderada els dos dies següents, amb un cinquè cas, també vinculat a Alsàcia, el 10 de març, i dues altres persones positives el dia posterior que havien viatjat als Estats Units i a Suïssa.
Després d'una progressió fulgurant de casos confirmats els dies següents, el ministre de salut declarà el tancament de les escoles a partir del dilluns 16 de març. L'endemà es comunicava que, a més de comptar el país 140 persones infectades més, s'havia mort una primera víctima del virus.
El dia 16, el ministeri de Salut informà de l'existència de 4 noves persones infectades, o sigui un total de 81 casos confirmats.
L'endemà s'hi afegiren 59 casos més, augmentant considerablement el nombre d'individus contagiats fins a 140.
El 18 de març, les autoritats sanitàries confirmaren 62 casos addicional, sumant així 203 pacients amb Covid-19, i anunciaren alhora una altra víctima mortal, la segona del país.

## Dades estadístiques
Evolució del nombre de persones infectades amb COVID-19 al Gran Ducat de Luxemburg
Evolució del nombre de morts del COVID-19 al Gran Ducat de Luxemburg